# Leucoloma villaumei
Leucoloma villaumei är en bladmossart som beskrevs av Thériot 1923. Leucoloma villaumei ingår i släktet Leucoloma och familjen Dicranaceae. Inga underarter finns listade i Catalogue of Life.